# Corme
Corme ist ein Hafenort in Galicien.

## Geografische Lage
Corme gehört zur Gemeinde Ponteceso. Es liegt an der Costa da Morte, in geschützter Lage am östlichen Ufer der Meeresbucht Ría de Corme e Laxe.

## Ortsteile
Der Ort besteht aus zwei Teilen:
- Corme Porto am Meeresufer; der vollständige galicische Name lautet: Nosa Señora dos Remedios de Corme Porto. Der spanische Name lautet Corme-Puerto. Corme Porto hatte 2013 1.142 Einwohner.[1]
- A Aldea (galicisch) bzw. Corme-Aldea (spanisch) auf dem Höhenzug östlich des Hafenortes hatte 2013 344 Einwohner.[2]

## Geschichte

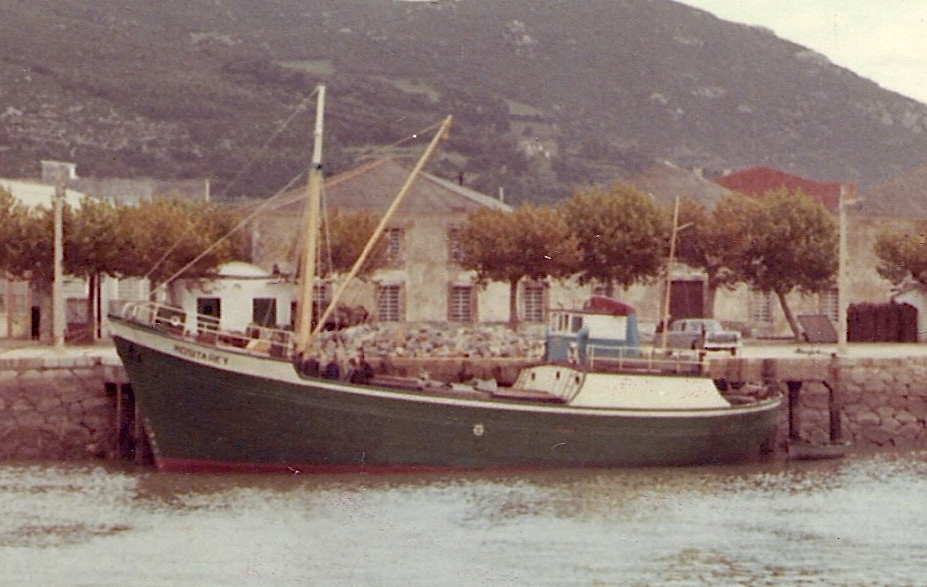
Rosita Rey, ein typisches Handelsschiff aus der Blütezeit von Corme

Reiche Funde von Petroglyphen beweisen, dass die Umgebung von Corme schon in prähistorischer Zeit besiedelt war. Aus der Zeit der Castrokultur sind Siedlungsreste erhalten, beispielsweise das Castro auf der Illa da Estrela südlich der Hafenbucht. Die älteste Erwähnung des Namens Corme ist in einem Dokument des Klosters Caaveiro aus dem Jahr 1105 überliefert. Spätere Erwähnungen finden sich 1375 in der Mapamundi de los Cresques und 1544 in der Cosmographia von Sebastian Münster.
In späterer Zeit wuchs dank der Fischerei der Hafenort schneller als die ursprüngliche Siedlung A Aldea. Anfang des 20. Jahrhunderts durchlebte Corme eine Blütezeit. Acht Fischkonserven-Fabriken hatten ihren Sitz in Corme, zahlreiche Kaufleute handelten mit Fisch, Hummer und anderen Gütern. Corme Porto entwickelte sich zum wichtigsten Holz-Exporthafen von Spanien und zählte 1920 fast 3.000 Einwohner. Mit dem spanischen Bürgerkrieg, der Depression der Nachkriegsjahre und später mit dem Rückgang der Fischbestände, namentlich der Sardinen, schrumpfte die Fischindustrie und mit ihr die Bevölkerung.
In den 1990er Jahren erholte sich der Ort; zum einen durch die Zucht von Miesmuscheln an hölzernen Flößen, zum anderen dank der gelenkten und nachhaltigen Ernte von Percebes am Cabo Roncudo. Die Tankerkatastrophe der Prestige im Jahr 2002 brachte diese Aktivitäten für einige Jahre zum Erliegen. Gleichwohl konnten 2004 der Fischerei-Pier und die Straße nach Ponteceso erneuert werden.
Seit 2006 gibt es Bestrebungen, sich aus der Gemeinde Ponteceso zu lösen, weil Teile der Bevölkerung der Ansicht sind, dass die Verwaltung im landeinwärts gelegenen Ponteceso nicht den Interessen des Hafenortes gerecht wird.

## Sehenswürdigkeiten

### Pedra da Serpe

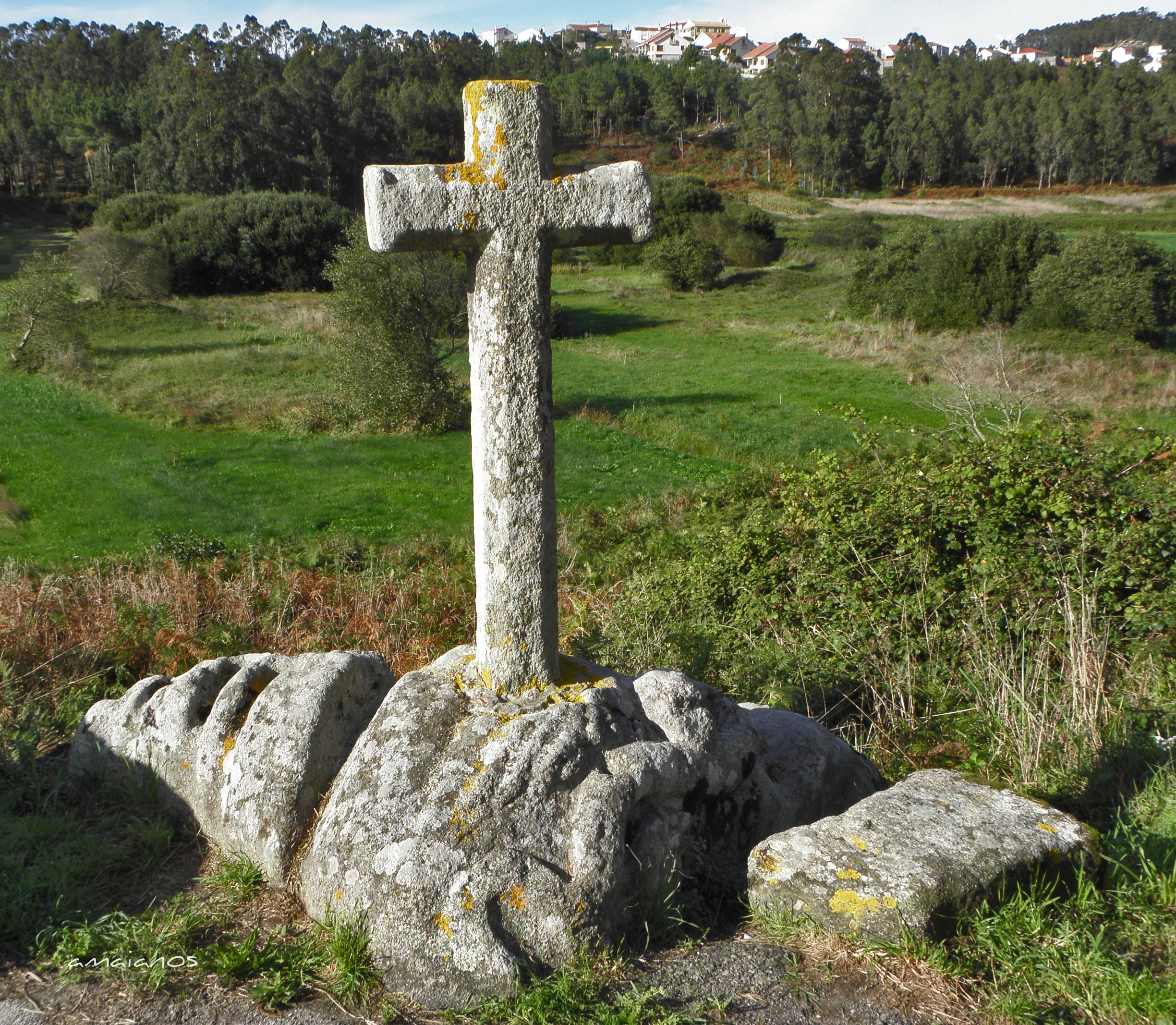
Pedra da Serpe

Ein bekanntes Denkmal in Corme ist die Pedra da Serpe, spanisch Piedra de la serpiente.  Es handelt sich um ein steinernes Wegkreuz, das auf einer Felsskulptur steht. Aus der Skulptur am Fuß des Kreuzes ist eine geflügelte Schlange herausgemeißelt. Die Pedra da Serpe befindet sich am unteren Ende des Parkplatzes an der Praia da Ermida.
Obgleich von christlicher Symbolik, wird die Skulptur in Verbindung gebracht mit vorchristlichen Riten. Einigen Historikern zufolge wurde die Schlange bei den Kelten kultisch verehrt.
Die Legende besagt, dass die Gegend wegen einer Schlangenplage unbewohnbar war. Der Heilige Adrian stampfte bei einer Predigt hart mit dem Fuß auf. Daraufhin versteckten sich alle Schlangen unter jenem Stein, und eine von ihnen versteinerte. Als Zeichen der Christianisierung wurde das Kreuz auf den Stein gesetzt.

### Cabo Roncudo
Die knapp fünf Kilometer lange Straße vom Hafen zum Cabo Roncudo bietet auf ihrer ganzen Länge Aussicht über die große Meeresbucht von Corme und Laxe. Kleine Buchten mit einsamen Stränden unterbrechen die felsige Küstenlinie unterhalb der Straße. Am Ende der Straße stößt man auf den Leuchtturm am Kap und einige Meter links von ihm auf zwei einfache weiße Steinkreuze zum Andenken an die Schiffbrüchigen, die an der Costa da Morte ums Leben kamen.

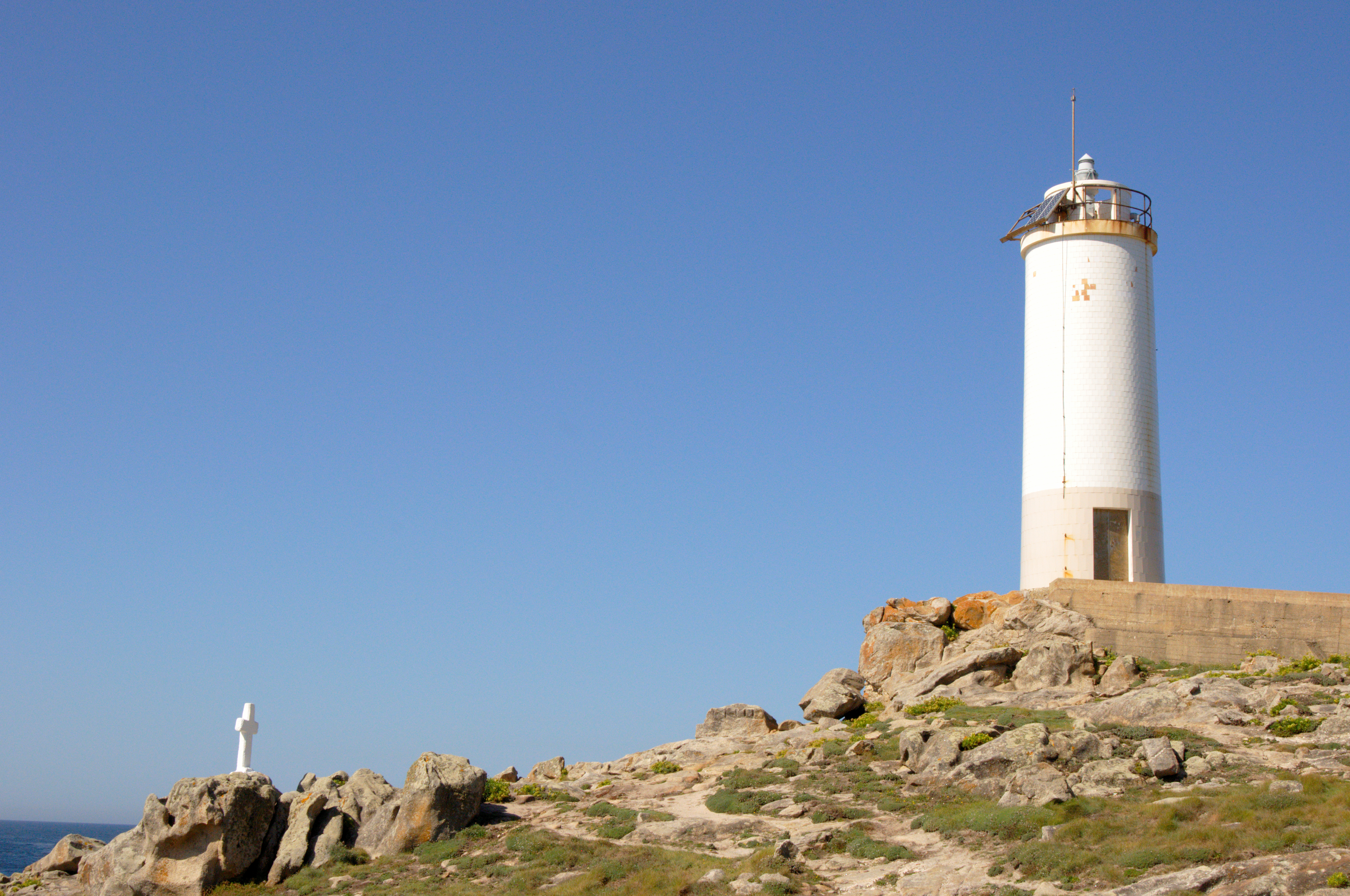
Leuchtturm am Cabo Roncudo
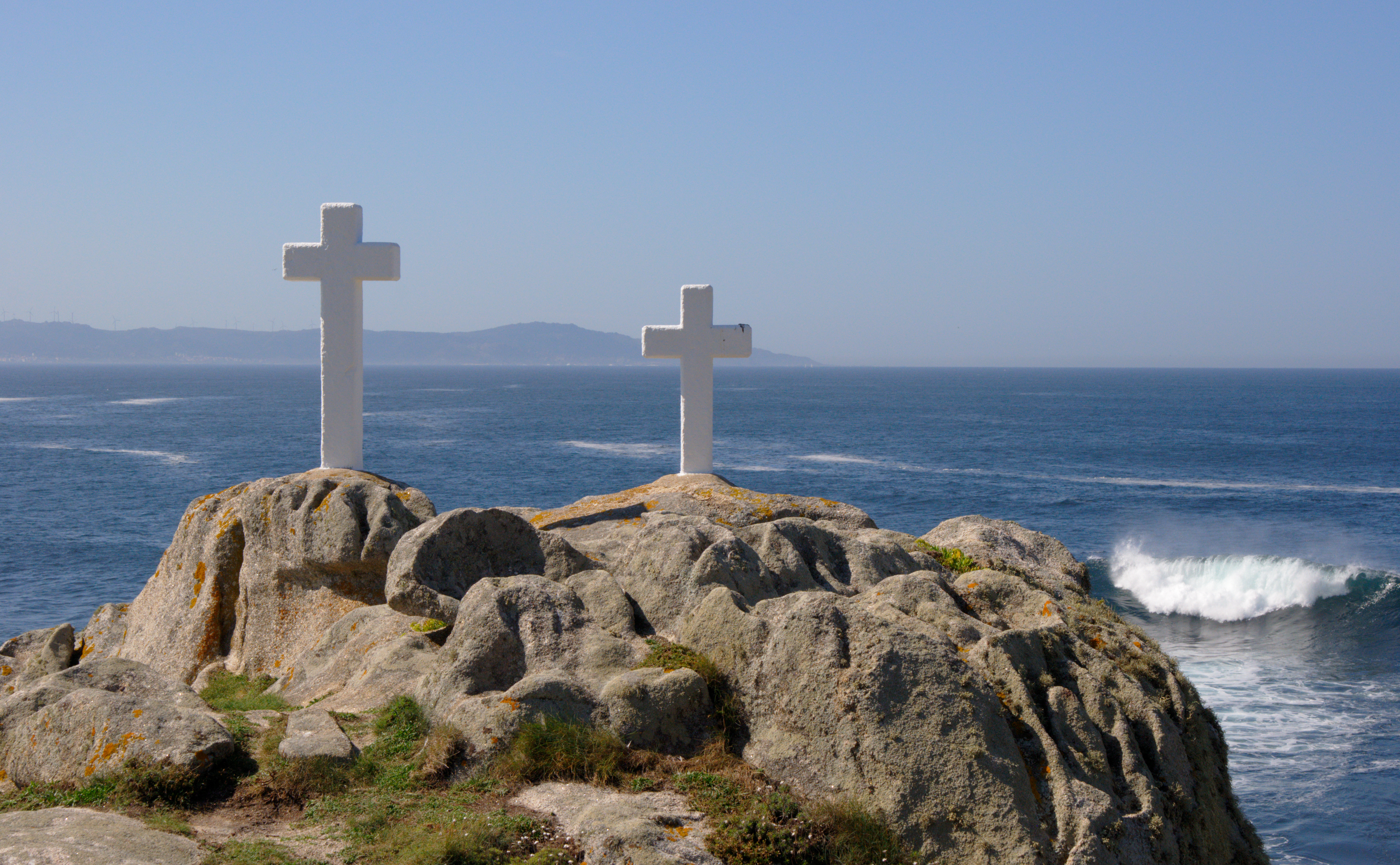
Kreuze für die auf See ums Leben gekommenen

### Strände

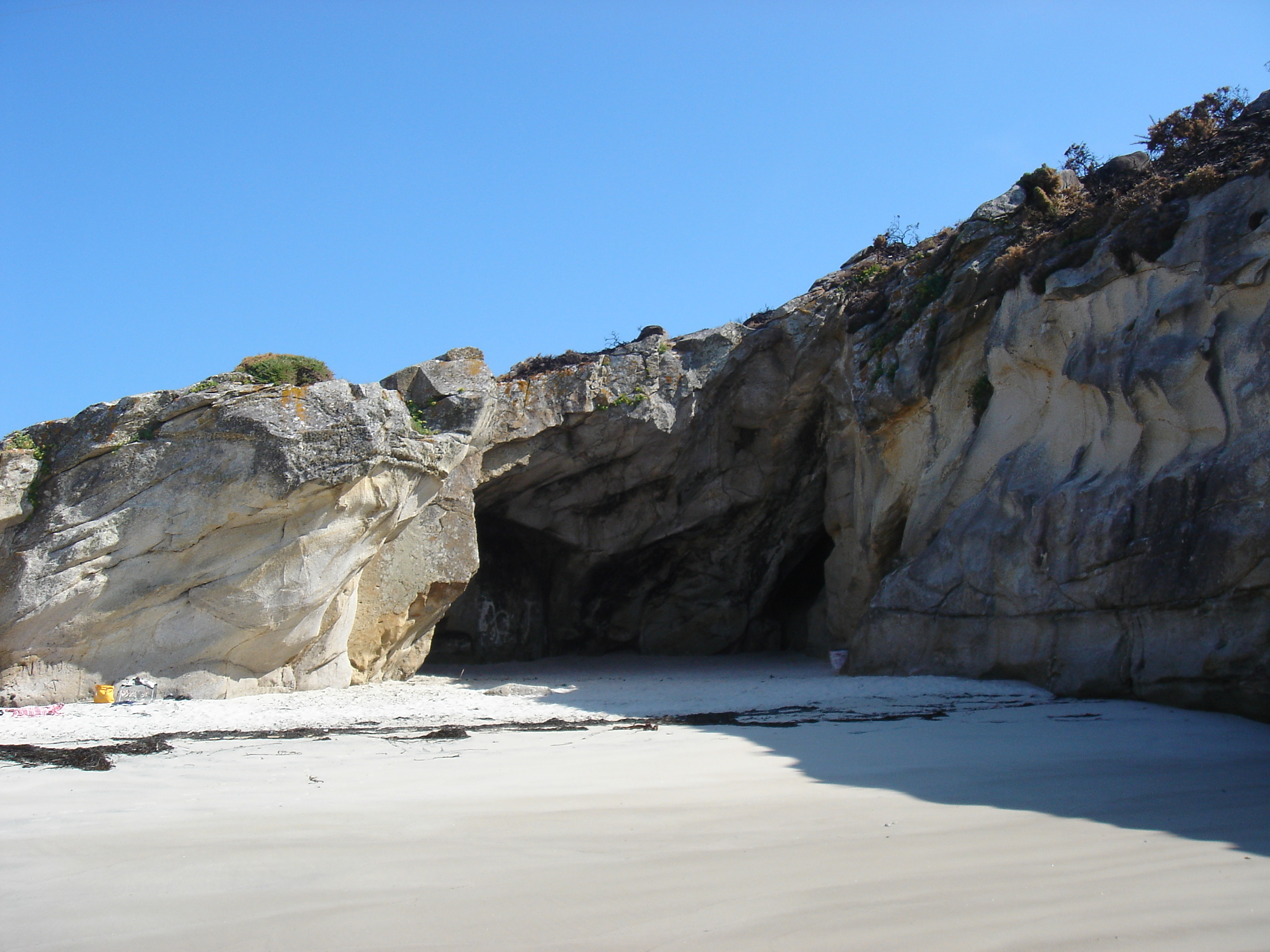
Furna do Osmo

In Corme und Umgebung gibt es mehrere Badestrände, unter anderem:
- Die kleine Praia da Arnela liegt beim Zentrum der Gemeinde. Sie hat Duschen und wird von Wasserrettern beaufsichtigt.
- Die Praia do Osmo ist der beliebteste Badestrand der Cormeláns. Man erreicht ihn von der Landstraße aus über eine Abzweigung linkerhand am Ortseingang, oder zu Fuß über die Uferpromenade, der von der benachbarten Praia da Arnela herführt. Der Strand wird von Wasserrettern beaufsichtigt; er hat einen kleinen Parkplatz, Duschen, und ein Volleyballfeld.
- Neben der Praia do Osmo liegt die kleine Furna do Osmo. Auf Galicisch bezeichnet Furna eine natürliche Höhlung. Der Strand liegt unterhalb einer großen Feldhöhlung, gut geschützt vor den vorherrschenden Nordwestwinden. Jedes Jahr im Juli findet dort das Konzert Noite dos Encantos statt.
- Die Praia da Ermida ist der größte Strand Cormes. Sie ist bekannt für ihre Dünen und die Nähe zur Illa da Estrela, die bei Ebbe zu Fuß erreichbar ist. Auf der Insel liegt die Marienkapelle Ermida Virxe da Estrela, die der Insel und dem Strand ihre Namen gab. Der Strand verfügt über Parkplätze, Duschen, Spielplätze und einen Rettungsdienst.

## Feiern

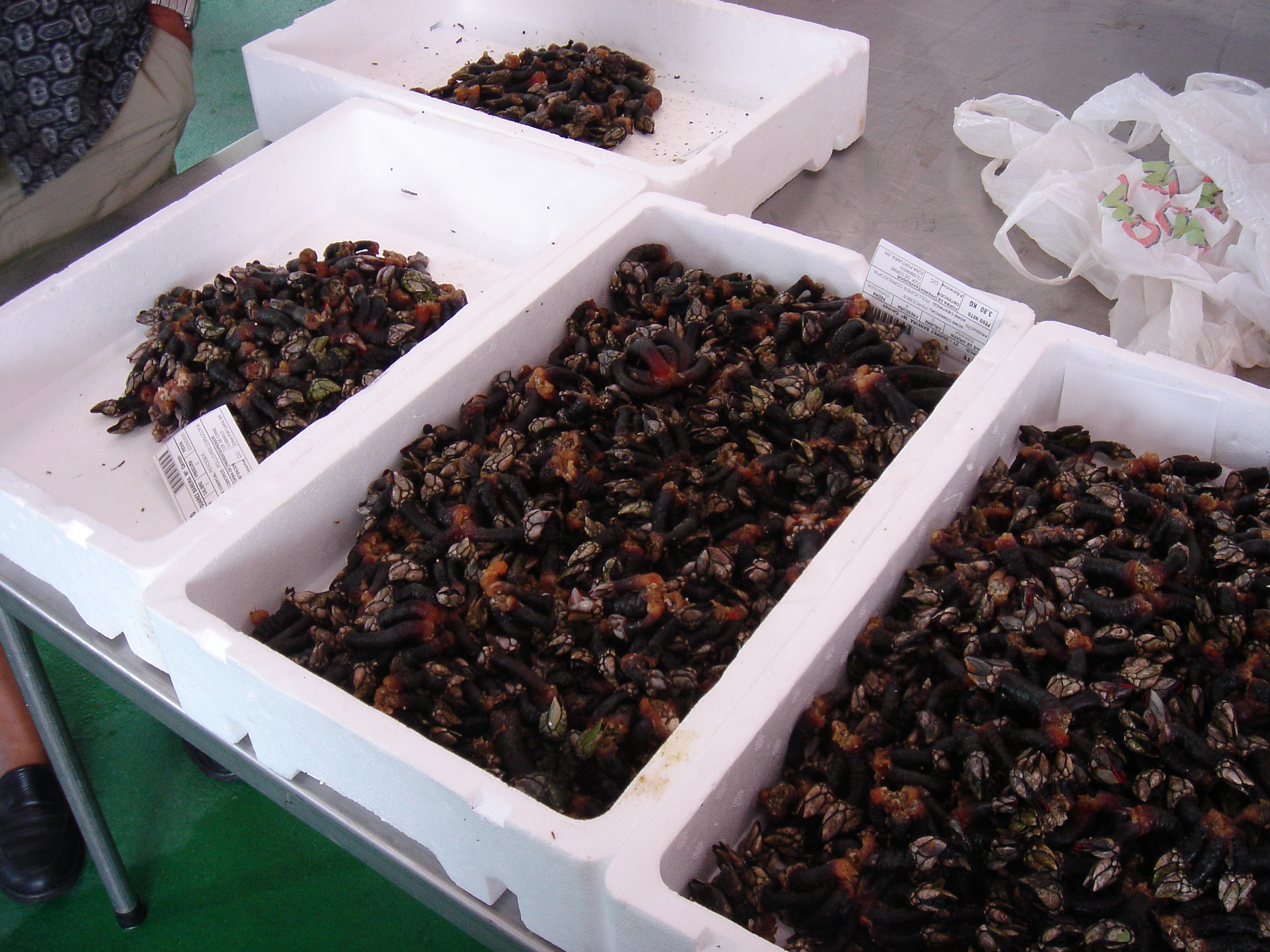
Percebes-Angebot auf dem Fischmarkt

Im Sommer werden in Corme zahlreiche Feste gefeiert, darunter:
- Die Festa do Percebe wird an einem der Samstage im Juli gefeiert. Dann werden am Hafen rund 1.400 kg dieser begehrten Delikatesse umgesetzt. Dazu werden Polbo á feira, Kartoffeln und der trockene Weißwein Galiciens serviert.[4]
- Die Festa do Carme wird zu Ehren der heiligen Maria vom Berg Karmel gefeiert, der Schutzpatronin der Seeleute. Am Morgen des 16. Juli bricht eine große Prozession von Booten in die Bucht auf. Zum Abschluss werden zu Ehren der untergegangenen Seeleute Blumen dem Meer geopfert, und die Sirenen aller Boote ertönen.
- Die Festa de San Roque beginnt am letzten Samstagabend im August und dauert bis zum Dienstag.
- Die Festa dos Remedios wird zu Ehren von Maria, Hilfe der Christen, am Abend des 23. September und am 24. September gefeiert.

## Persönlichkeiten
- Francisco Antonio Mourelle da Rúa (* 17. Juli 1750 in San Hádrian de Corme, † 24. Mai 1820 in Cádiz) nahm an spanischen Expeditionen entlang der nordamerikanischen Pazifikküste und an bedeutenden kriegerischen Auseinandersetzungen teil. Er zeichnete die Koordinaten etlicher Inseln des Salomonen- und des Tonga-Archipels auf; einige seiner Entdeckungen machte sich später James Cook zunutze. Seit seinem Tod ehrt ihn die spanische Marine bei zahlreichen Anlässen. Er ist im Panteón de Marinos Ilustres in Cádiz beigesetzt.
- José María Mosqueira Manso (* 15. Oktober 1886 in Carme-Porto, † 15. Mai 1965 in Caracas) war Ozeanograf, Ichthyologe und Seemann. Er erforschte die naturbelassenen Gebiete am Orinoco und am Río Apure. Zeitlebens seiner galicischen Heimat verbunden, gründete er den Lar Galego de Caracas[5]
- Manuel Pailos (* 1918 in Corme) ist Bildhauer und Maler. 1923 wanderte er mit seiner Familie nach Uruguay aus. Seine Werke sind weltweit verbreitet. 1991 veranstaltete die galicische Regierung eine Ausstellung seiner Werke in Santiago de Compostela und erwarb eine Granitskulptur für die Universität.